# Юбилейнинский сельсовет
Юбилейнинский сельский совет — упразднённые административно-территориальная единица и муниципальное образование (сельское поселение)  в составе Красноярского района Астраханской области России.
Административный центр был в селе Алча.

## История
В 2015 году административно-территориальная единица и муниципальное образование Юбилейнинский сельсовет были упразднены и влиты в Байбекский сельсовет с административным центром в селе Байбек.

## Население
| 2010 | 2012  | 2013  | 2014  | 2015  |
| ---- | ----- | ----- | ----- | ----- |
| 1171 | ↗1183 | ↗1198 | ↗1240 | ↗1266 |

Общая численность населения в 2012 году составила 1185 человек, из них мужчин — 572, женщин — 613, домовладений — 308.
Национальный состав: казахи — 1086, татары — 86, русские — 7, туркмены — 4, башкиры, узбеки — 1.

## Состав сельсовета
| № | Населённый пункт  | Тип населённого пункта          | Население |
| - | ----------------- | ------------------------------- | --------- |
| 1 | Алча              | посёлок, административный центр | ↗1014     |
| 2 | Барановка         | посёлок                         | →41       |
| 3 | Зайковка          | посёлок                         | ↗64       |
| 4 | Переправа Корсака | посёлок                         | ↗52       |

### Упразднённые населённые пункты
26 июля 2013 года упразднён хутор Чистый Яр.

## Хозяйство
На территории сельсовета действуют: КФХ «Тян», ООО «Сельскохозяйственное овощеперерабатывающее предприятие», пункт приёма молока, кафе, 4 магазина.
Численность поголовья скота на 01.10.2012 г. — 1475 голов, свиней — 7, овец и коз — 1300, лошадей — 350, верблюдов — 3, птиц — 1800.

## Объекты социальной сферы
На территории МО функционирует МОУ «Алчинская средняя общеобразовательная школа» (численность учащихся — 131), МДОУ "Детский сад № 13 «Вишенка» (численность детей — 67), фельдшерско-акушерский пункт, библиотека, сельский дом культуры, почтовое отделение, ветеринарный участок, опорный пункт милиции.